# Argostemma nigrum
Argostemma nigrum là một loài thực vật có hoa trong họ Thiến thảo. Loài này được M.R.Hend. mô tả khoa học đầu tiên năm 1927.